# Val di Vara
La Val di Vara è una vallata ligure, compresa quasi interamente nella provincia della Spezia. Attraversata dal fiume Vara, da cui prende il nome, termina nel punto di confluenza con il fiume Magra, in località Fornola, all'inizio del territorio del comune di Vezzano Ligure.
La Val di Vara, con i suoi 575 km² di estensione ed i suoi 30 275 abitanti è il territorio più esteso della provincia della Spezia e il meno popolato, caratterizzata quindi da una bassa densità di antropizzazione ed una ricchezza di paesaggi incontaminati.
Si snoda lungo il corso del Vara, sulle sponde del quale sorgono antichi castelli e borghi, rappresentando nel tempo luoghi di riparo e rifugio dalle coste e dalla vicina Val di Magra e, di fatto, è la via che congiunge la provincia spezzina con quella genovese, ricordando l'antica via Aurelia, che la percorre per gran parte del suo fondovalle.
La Val di Vara costituisce una delle quattro partizioni in cui è possibile suddividere la Provincia della Spezia, insieme alla Riviera spezzina con le Cinque Terre, al Golfo dei Poeti e alla Val di Magra, ed è sotto la tutela dell'Autorità di Bacino del fiume Magra e del Parco naturale regionale di Montemarcello-Magra-Vara.

## Storia

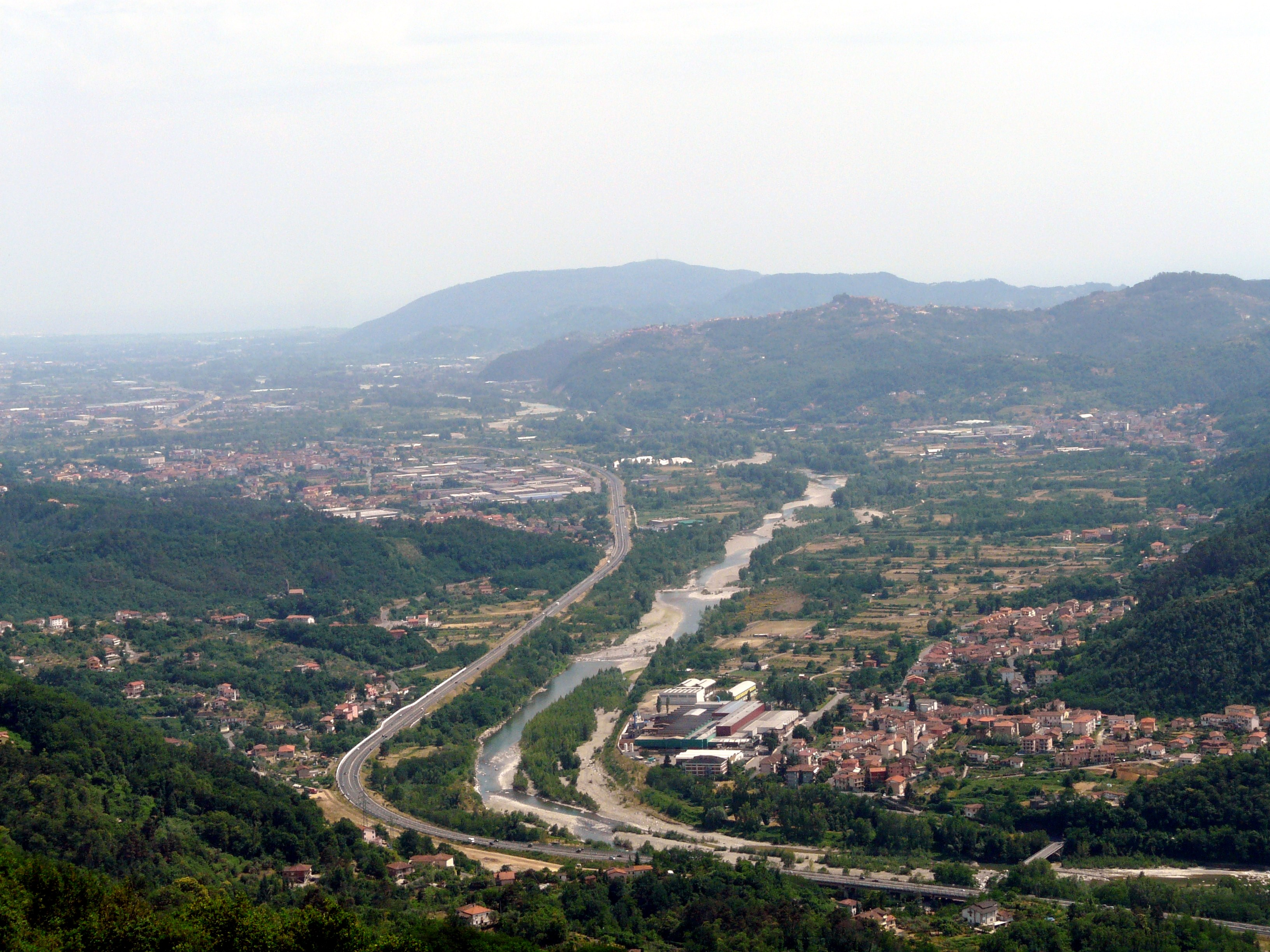
Panorama della bassa Val di Vara, dalla frazione calicese di Madrignano.

## Geografia
La Val di Vara corre in direzione nord-ovest/sud-est parallelamente alla riviera di levante ed è da questa separata da una serie di montagne dall'altezza compresa fra i 600 e i 900 metri. Ad est della valle corre invece l'Appennino ligure con cime comprese fra i 900 e i 1 600 metri.
Dalla vallata principale si dipartono numerose valli secondarie in direzione della costa o dell'entroterra (le principali sono la Val Graveglia e la Val Durasca. Attraverso queste ultime la Val di Vara è collegata al capoluogo La Spezia mediante il Passo della Foce.

## Clima
A causa dei rilievi che la dividono dal mare, la Val di Vara presenta un clima molto diverso rispetto a quello della fascia costiera ligure, con estati più fresche ed inverni notevolmente più rigidi.
Le temperature estive si aggirano in media fra 13°/16° di minima notturna e 25°/27° di massima diurna.
In inverno la differenza con la costa si fa più evidente con valori medi minimi attorno a -6°/-2° e massimi attorno a 2°/6°.
La temperatura scende progressivamente man mano che si sale verso l'inizio della valle (nei pressi di Varese Ligure), a causa della maggiore distanza dal mare e della minor ampiezza della valle, causa di uno scarso soleggiamento.
Le valli laterali in direzione dell'Appennino hanno temperature più rigide della valle principale e durante i periodi più freddi sono spesso registrati valori inferiori a -10°/-12°.
Essendo protetta da rilievi, la Val di Vara non è molto ventosa, se non in presenza di scirocco o tramontana.
La piovosità è molto elevata con valori compresi fra i 1 500 e i 2000 mm annui
Le nevicate non sono frequenti, ma solitamente si presentano come eventi di una certa portata. Nei comuni situati ad altitudine maggiore si possono registrare numerose nevicate con accumuli superiori ai 10 cm nell'arco dell'anno, ma in alcuni casi si possono superare anche i 50 cm nelle zone più fredde.

## Amministrazioni
Sotto il profilo amministrativo la Val di Vara è interamente compresa nella provincia della Spezia.
Al suo interno è suddivisa territorialmente dalle amministrazioni della Comunità Montana della Media e Bassa Val di Vara e della Comunità Montana dell'Alta Val di Vara.
I comuni che ne fanno parte sono:
| - Beverino - Bolano - Borghetto di Vara - Brugnato - Calice al Cornoviglio - Follo - Pignone - Riccò del Golfo | - Carro - Carrodano - Maissana - Rocchetta di Vara - Sesta Godano - Varese Ligure - Zignago |

## Galleria d'immagini
Alta Val di Vara

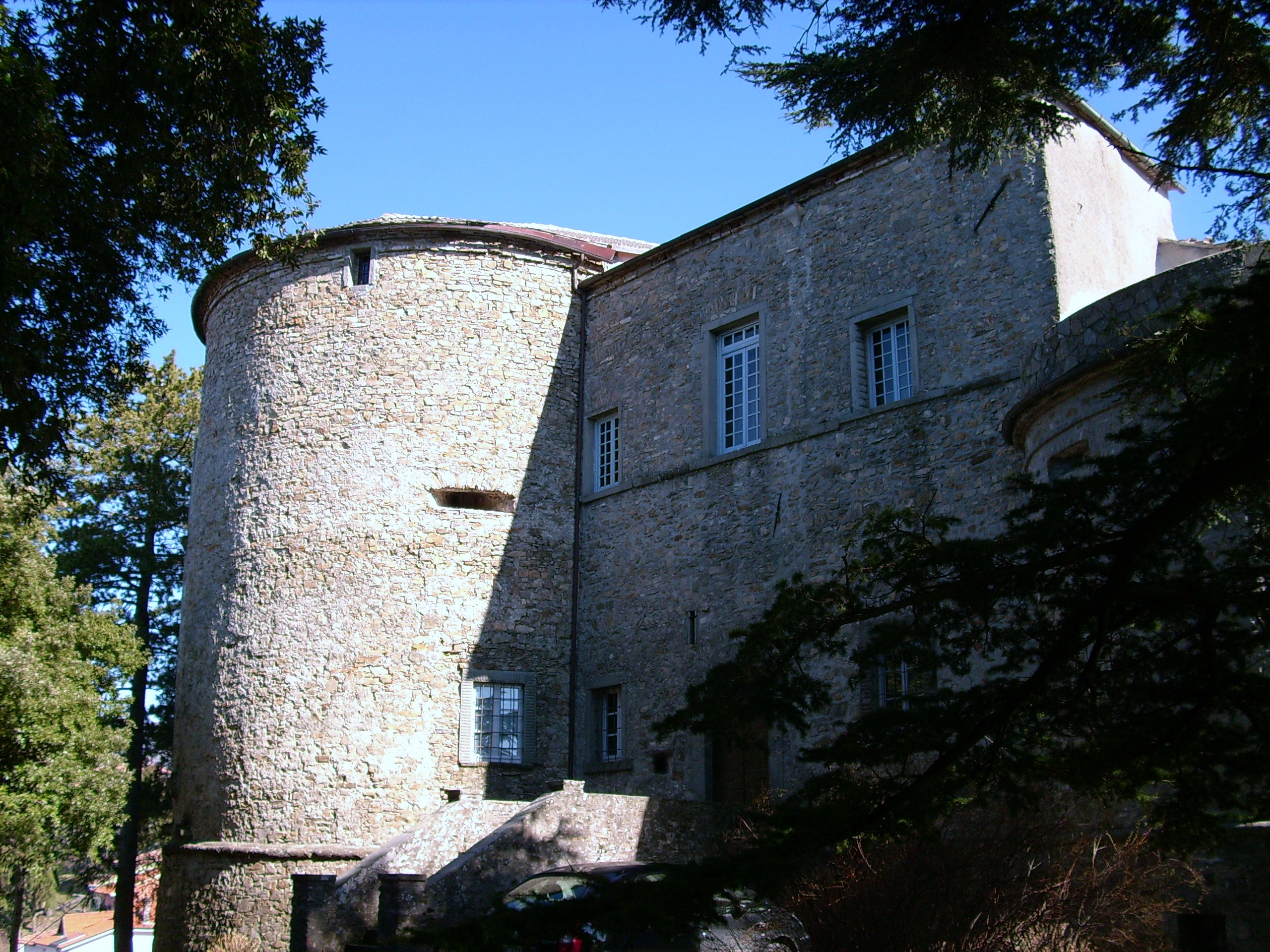
Suvero
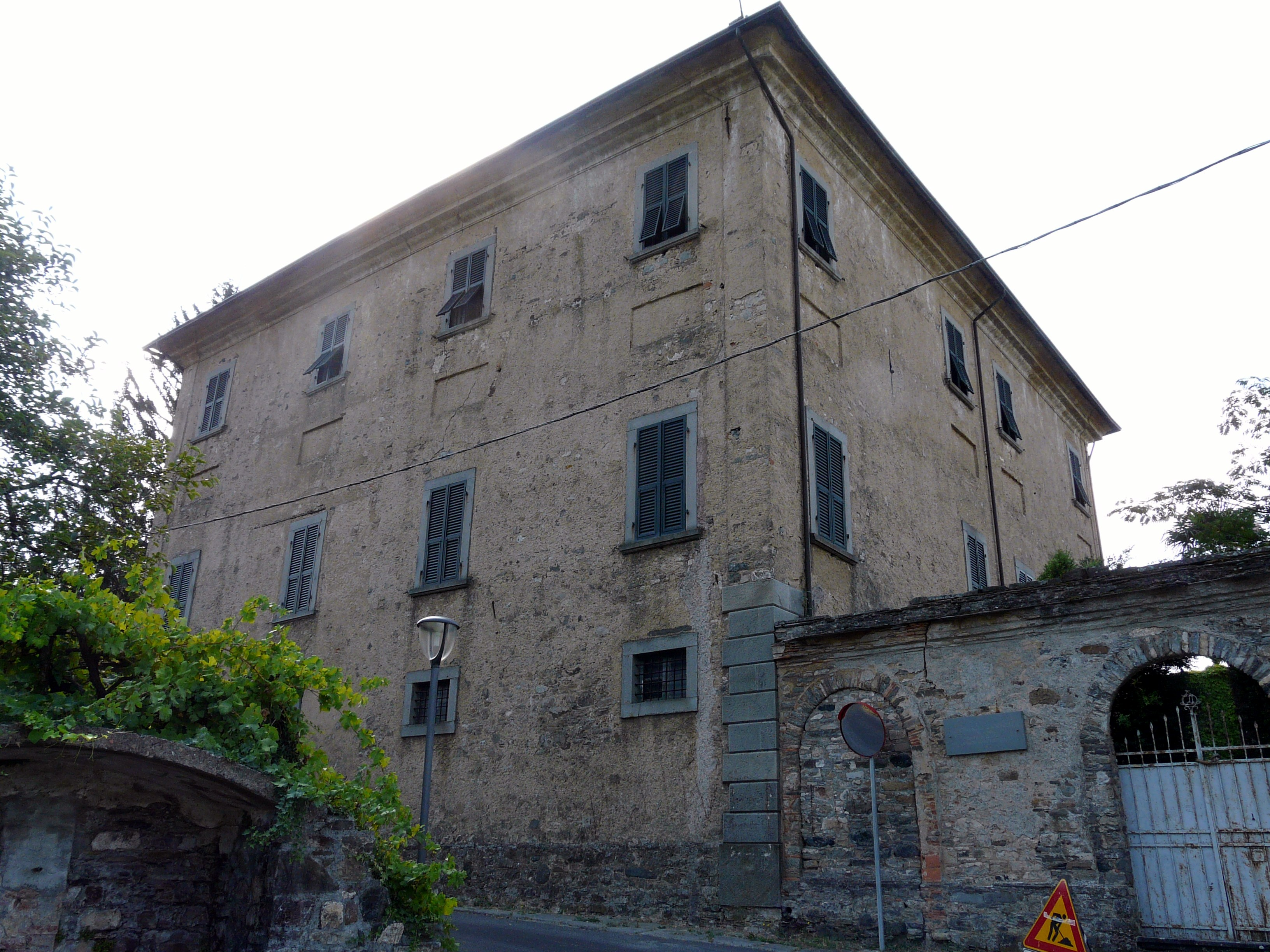
Veppo
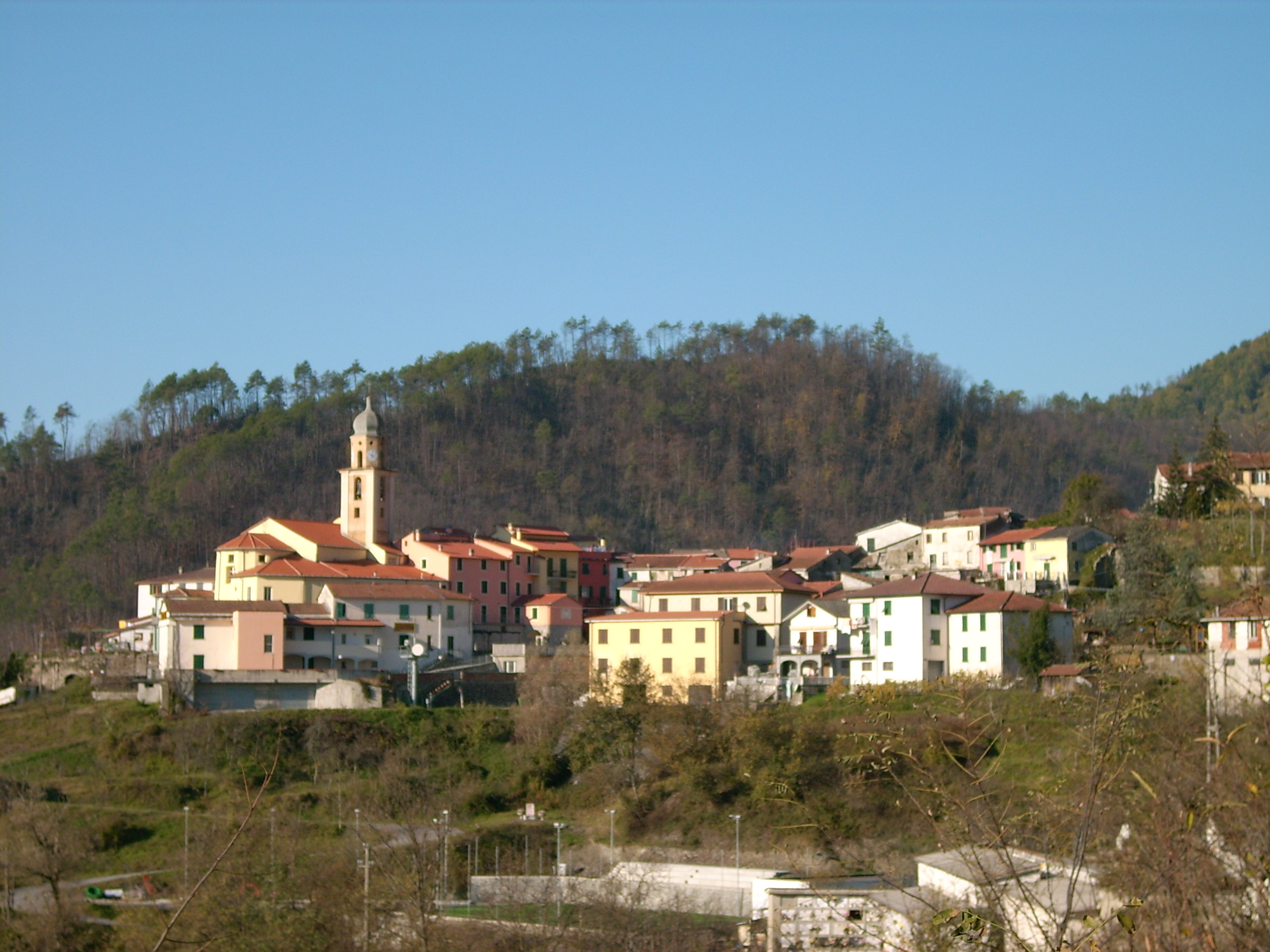
Carrodano.
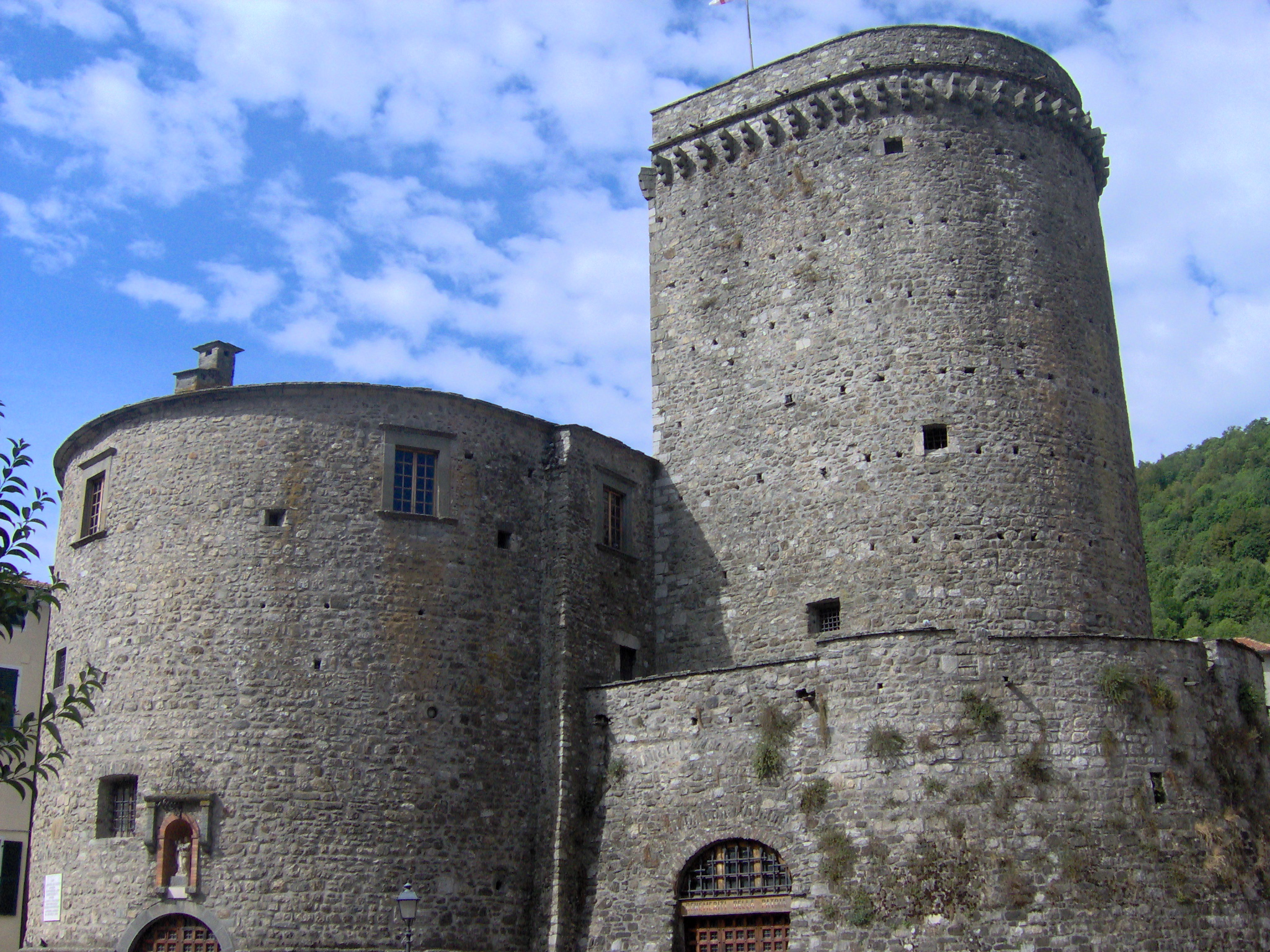
Varese Ligure.

Media e Bassa Val di Vara

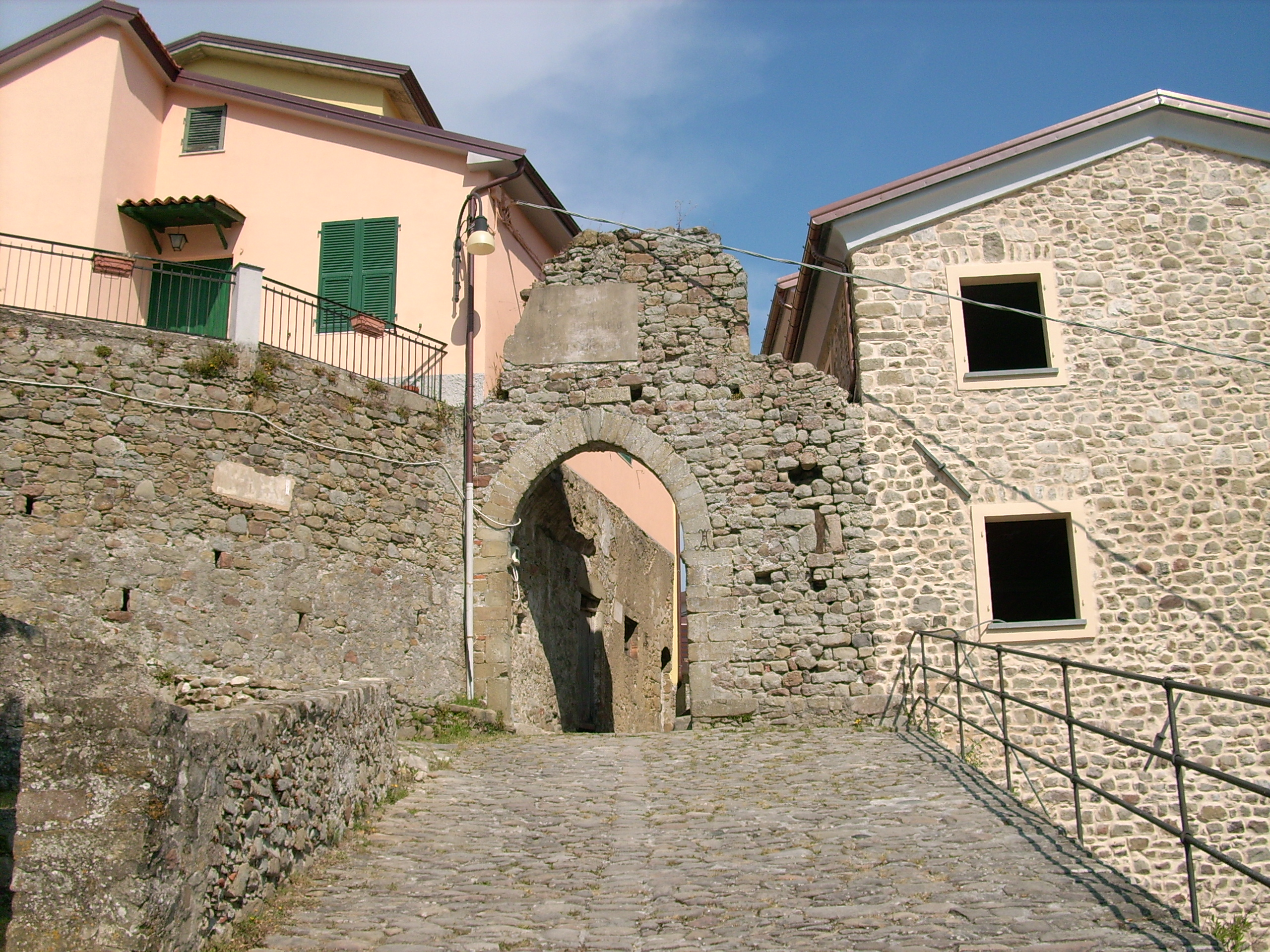
Beverino.
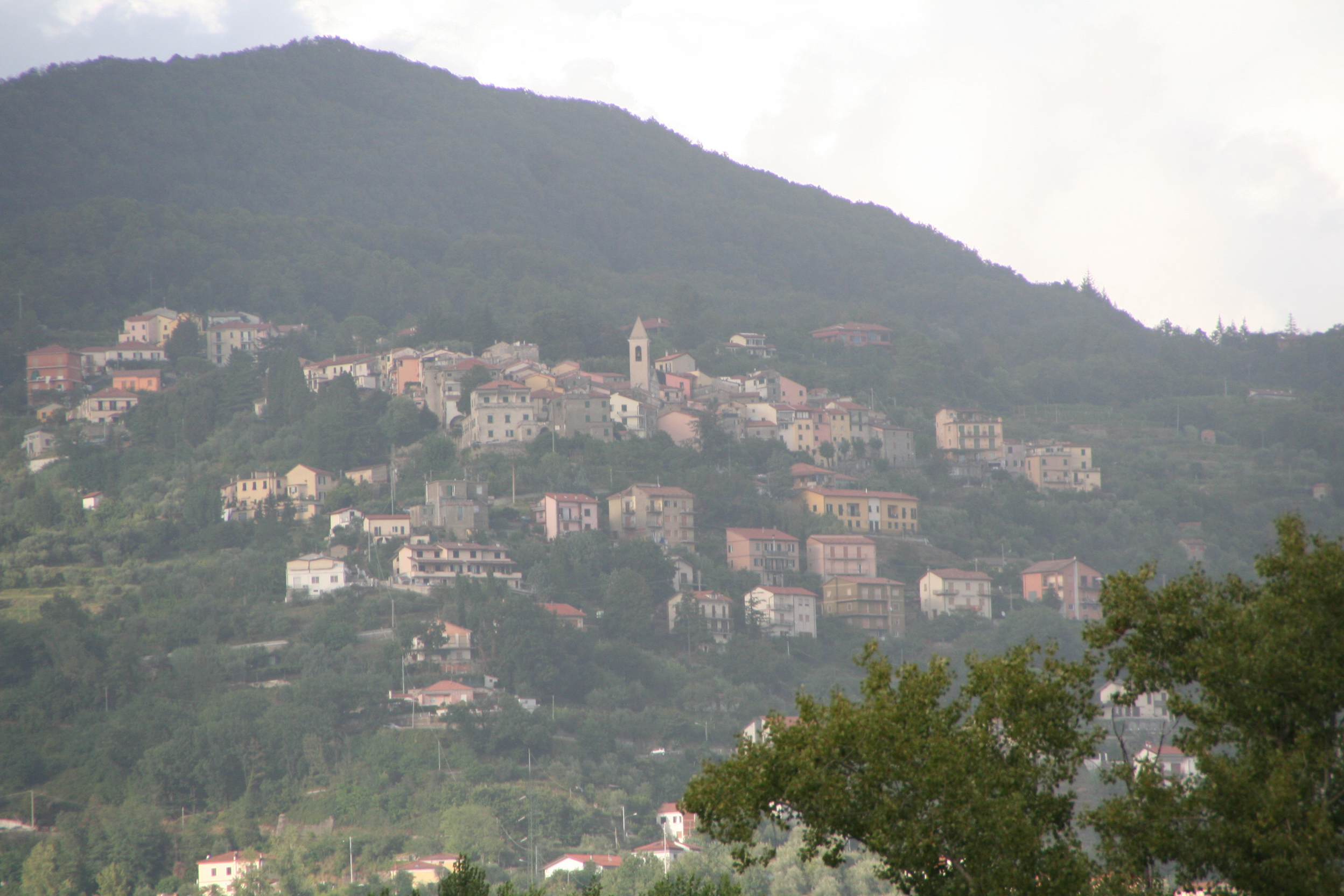
Bolano.
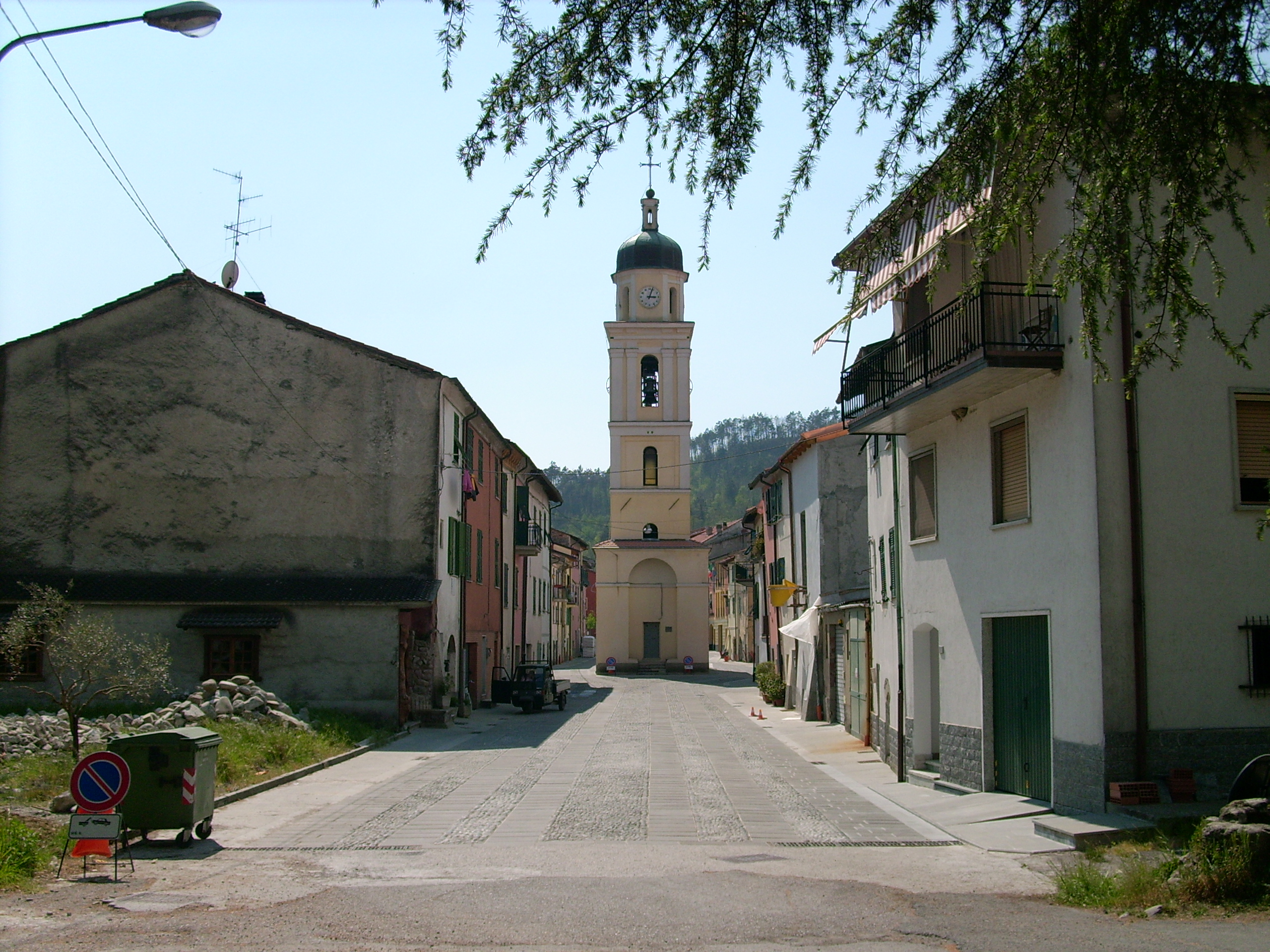
Borghetto di Vara.
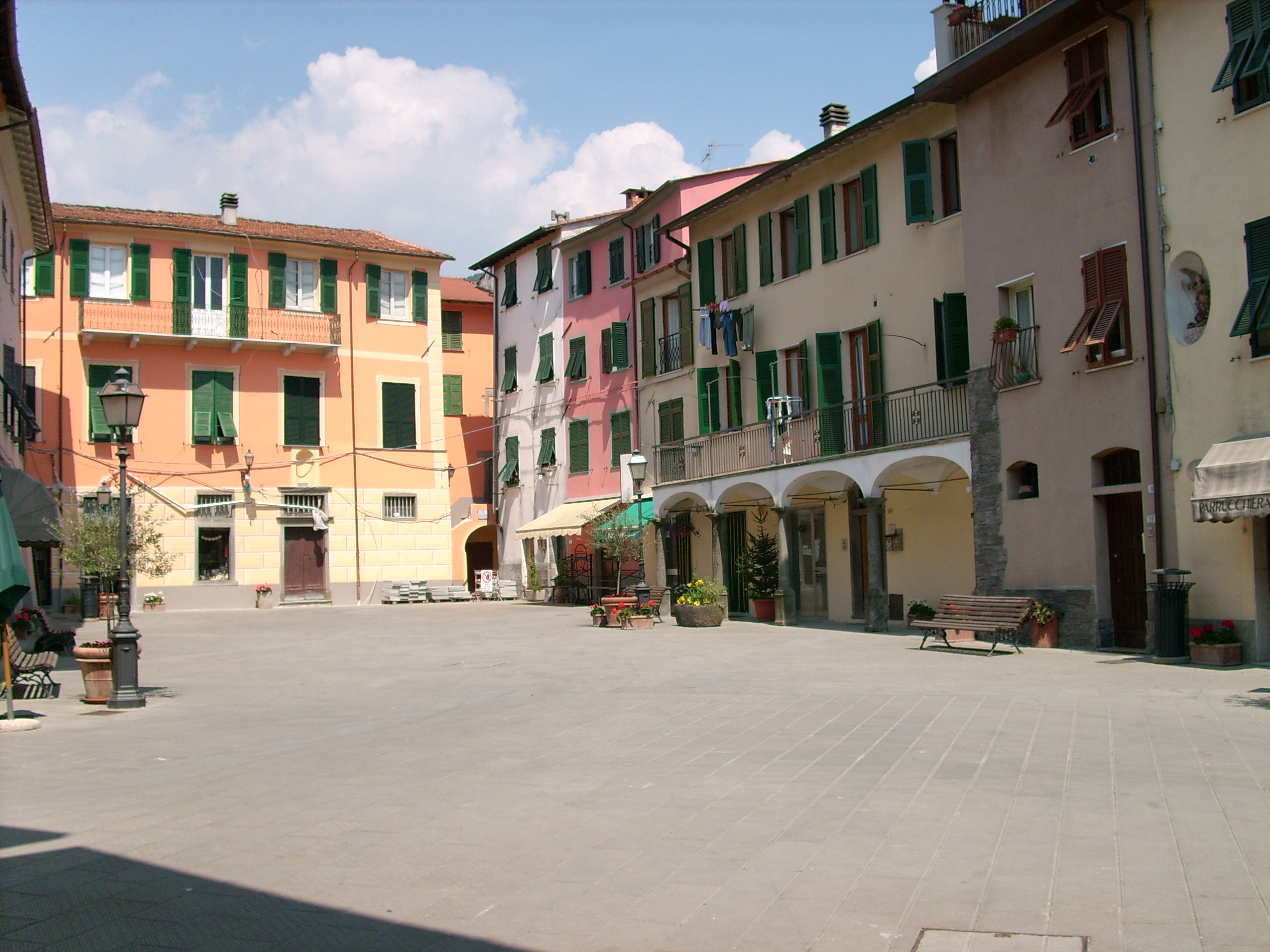
Brugnato.
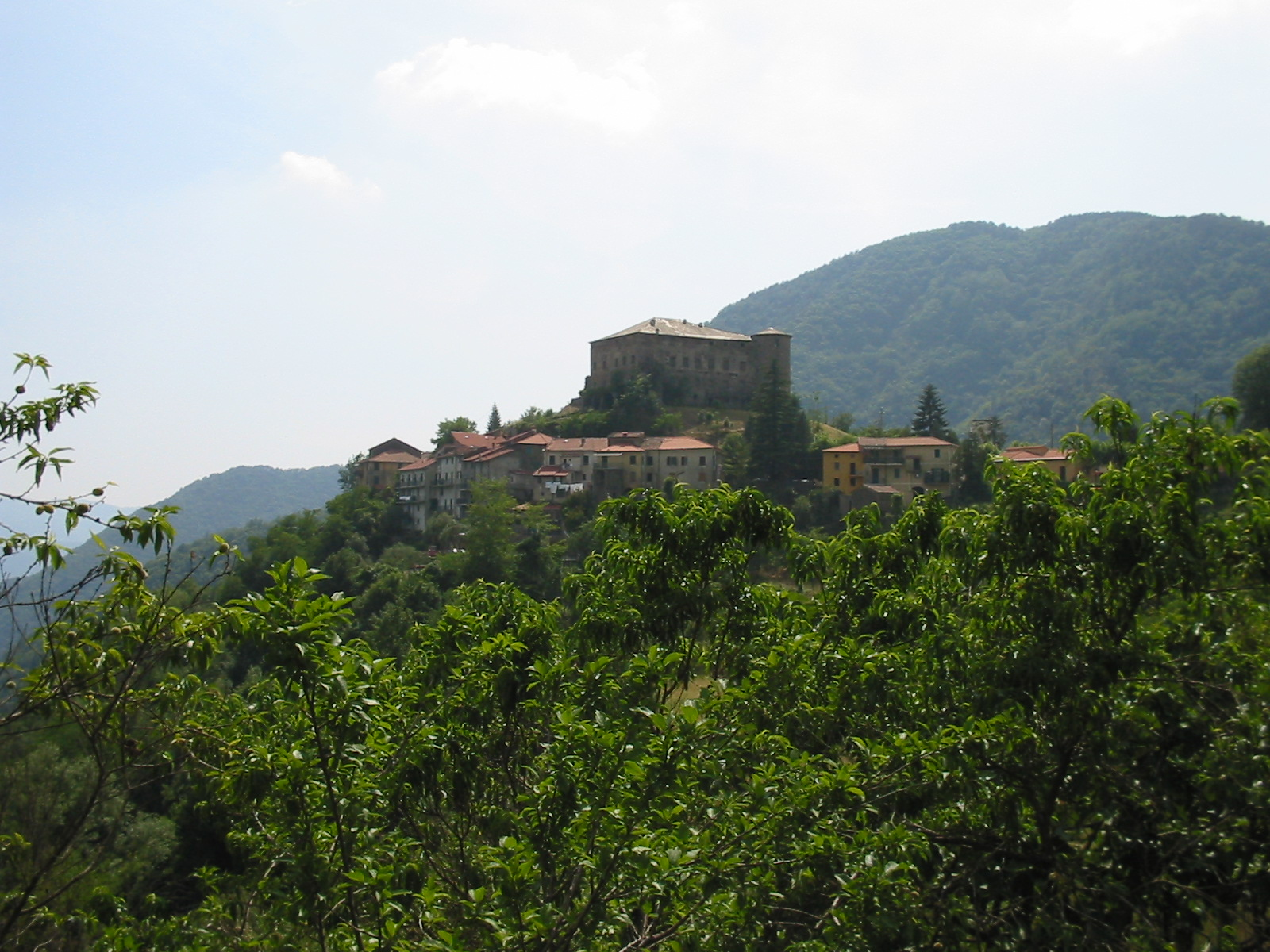
Calice al Cornoviglio.
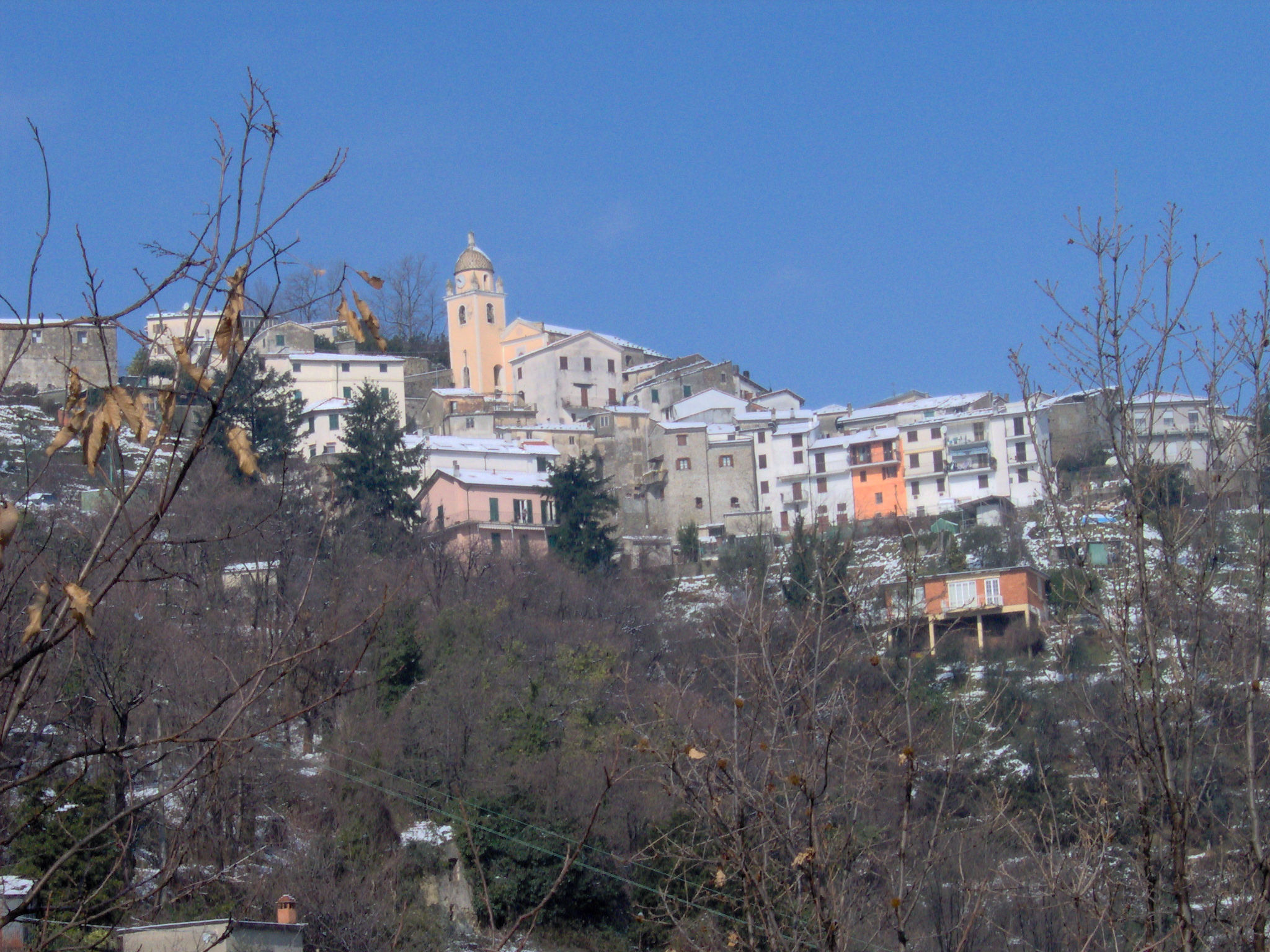
Follo.
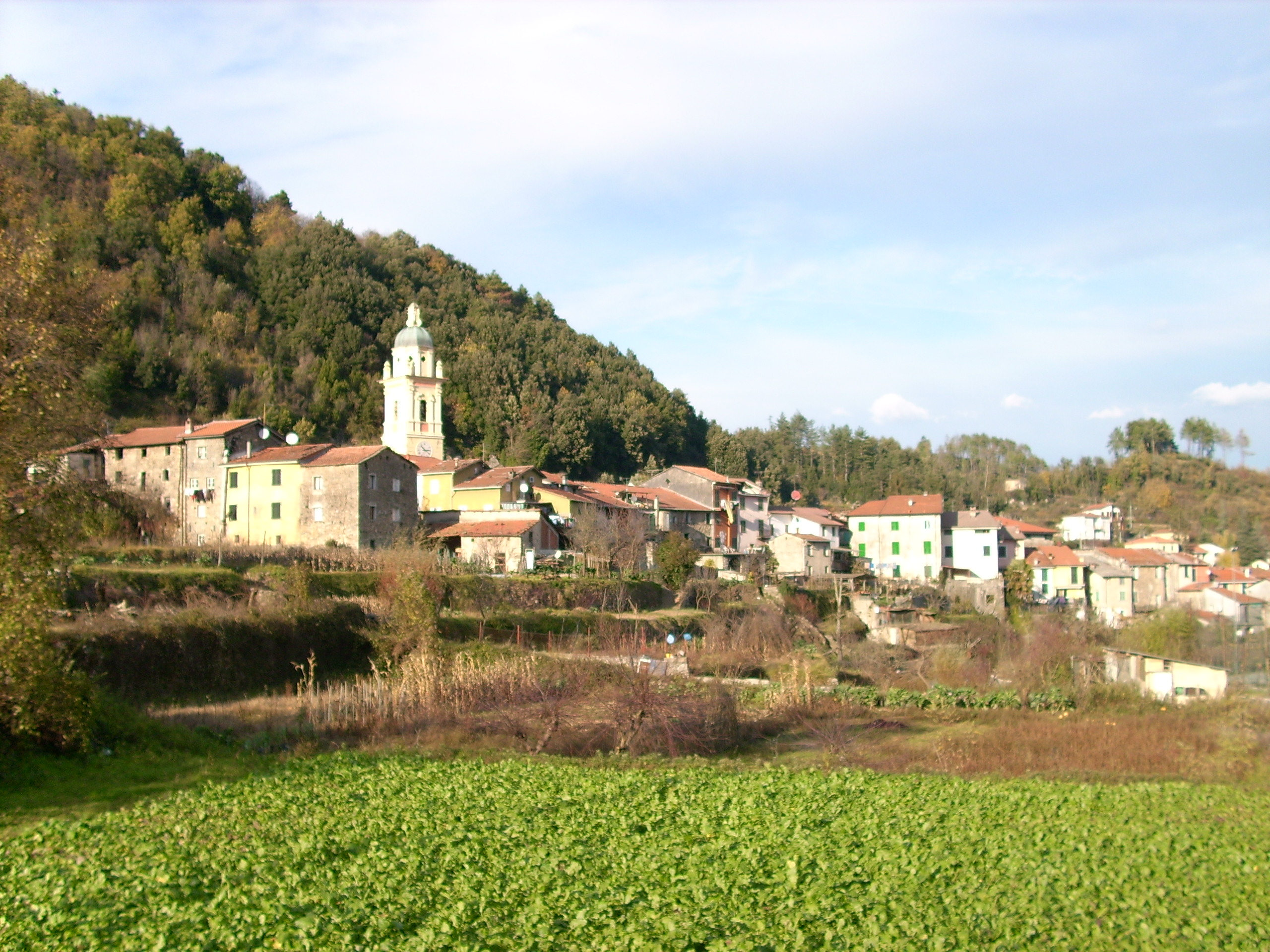
Pignone.